# Jeremy Wright

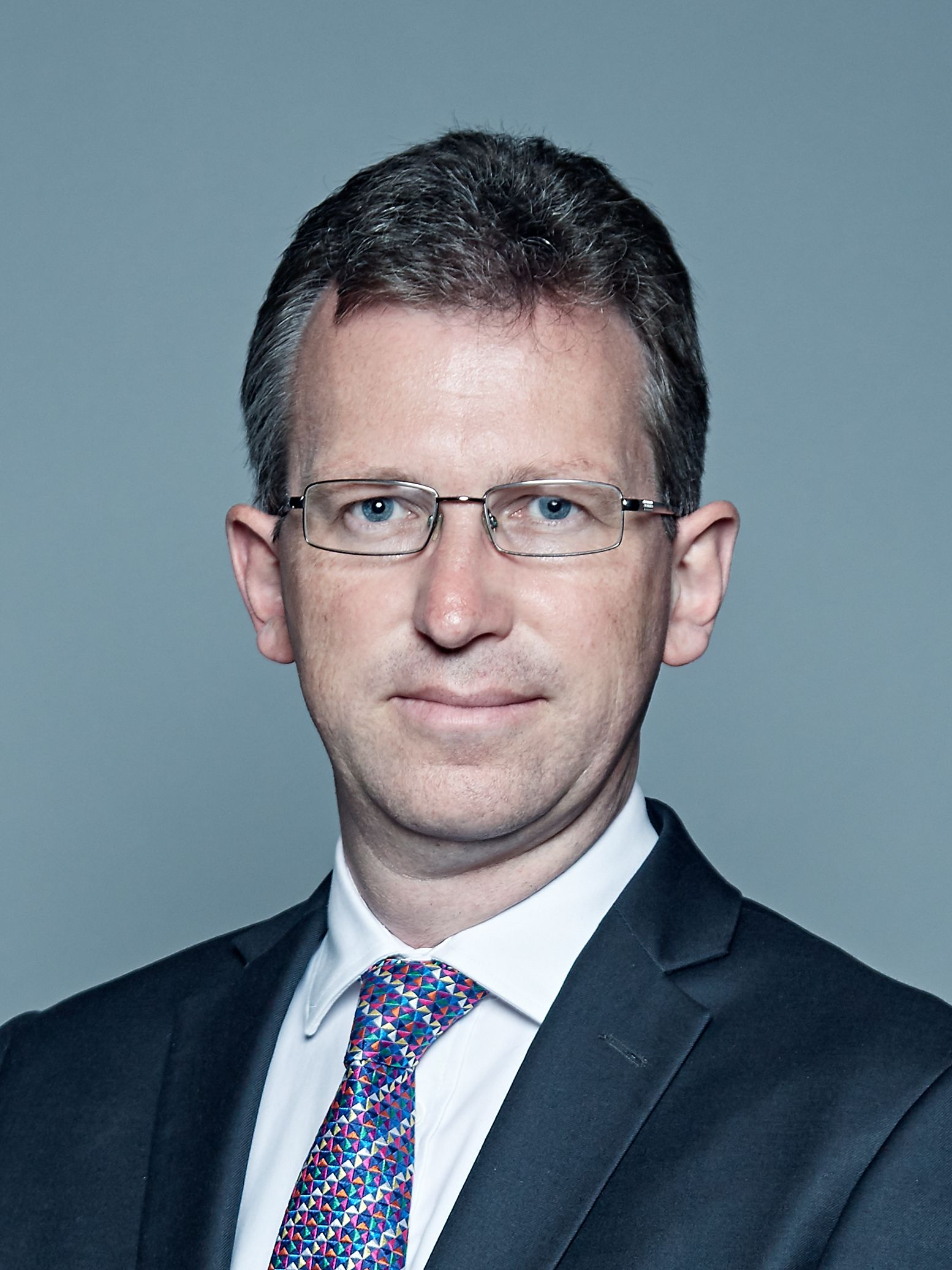
Jeremy Wright (9. Januar 2018)

Sir Jeremy Paul Wright, Kt, PC, KC (* 24. Oktober 1972 in Taunton, Somerset, England) ist ein britischer Rechtsanwalt und Politiker der Conservative Party, der unter anderem seit 2005 Abgeordneter des Unterhauses (House of Commons) ist und zwischen 2014 und 2018 in mehreren Kabinetten Generalstaatsanwalt für England und Wales (Attorney General for England and Wales) und zugleich in Personalunion Generaladvokat von Nordirland (Advocate General for Northern Ireland) war. Er war ferner zwischen 2018 und 2019 Minister für Digitales, Kultur, Medien und Sport (Secretary of State for Digital, Culture, Media and Sport) und wurde 2022 als Knight Bachelor nobilitiert, wodurch er fortan den Namenszusatz „Sir“ führt.

## Leben
Jeremy Paul Wright begann nach dem Besuch der Taunton School und der Trinity School in New York City ein Studium der Rechtswissenschaften an der University of Exeter und war nach dessen Abschluss als Rechtsanwalt (Barrister) in der Region West Midlands. Dabei spezialisierte er sich insbesondere als Strafrechtler und wurde aufgrund seiner Erfahrungen und Verdienste zum Kronanwalt (Queen’s Counsel) berufen. Bei der Unterhauswahl am 5. Mai 2005 wurde er als Nachfolger des Labour-Party-Politikers Andrew King für die Conservative Party erstmals zum Mitglied des Unterhauses (House of Commons) gewählt und vertrat zunächst bis zur Wahl am 6. Mai 2010 den Wahlkreis Rugby and Kenilworth. Nach der Auflösung dieses Wahlkreises wurde er bei der Unterhauswahl am 6. Mai 2010 im neu geschaffenen Wahlkreis Kenilworth and Southam wieder zum Mitglied des Unterhauses gewählt und am 7. Mai 2015, am 8. Juni 2017 und am 12. Dezember 2019 jeweils wiedergewählt. Er war zu Beginn seiner Parlamentszugehörigkeit zwischen dem 12. Juli 2005 und dem 5. November 2007 Mitglied des Ausschusses für Verfassungsangelegenheiten (Constitutional Affairs Committee) und daraufhin vom 3. Juli 2007 bis zum 6. Mai 2010 als Opposition Whip Parlamentarischer Geschäftsführer der oppositionellen konservativen Unterhaus-Fraktion. Daneben war er Gründer und Vorsitzender der überparteilichen Gruppe zum Thema Demenz.
Nach dem Wahlsieg der Conservative Party bei der Unterhauswahl am 6. Mai 2010 fungierte Wright zunächst zwischen dem 12. Mai 2010 und dem 6. September 2012 zunächst als Lordkommissar des Schatzamtes (Lord Commissioner of HM Treasury) sowie danach vom 6. September 2012 bis zum 15. Juli 2014 als Parlamentarischer Staatssekretär im Justizministerium (Parliamentary Under-Secretary of State for Justice) und war als solcher zuständig für Gefängnisse, Bewährung, Rehabilitation und Verurteilungen. Im Rahmen einer Umbildung des ersten Kabinetts Cameron wurde er am 15. Juli 2014 Nachfolger von Dominic Grieve als Generalstaatsanwalt für England und Wales (Attorney General for England and Wales) und bekleidete dieses Ministeramt auch im Kabinett Cameron II (8. Mai 2015 bis 13. Juli 2016), im Kabinett May I (13. Juli 2016 bis 11. Juni 2017) sowie vom 11. Juni 2017 bis zu seiner Ablösung durch Geoffrey Cox am 9. Juli 2018 auch im Kabinett May II. Als Generalstaatsanwalt für England und Wales war er zwischen dem 15. Juli 2014 und dem 9. Juli 2018 zugleich in Personalunion Generaladvokat von Nordirland (Advocate General for Northern Ireland). Ferner wurde er am 16. Juli 2014 auch Mitglied des Privy Council.
Im Zuge einer Umbildung des zweiten Kabinetts May löste Wright am 9. Juli 2018 Matthew Hancock als Minister für Digitales, Kultur, Medien und Sport (Secretary of State for Digital, Culture, Media and Sport) ab und hatte dieses Ministeramt bis zum Ende der Amtszeit des zweiten Kabinetts May am 24. Juli 2019 inne. Nach seinem Ausscheiden aus der Regierung war er im Unterhaus von 2019 bis 2022 erst Mitglied des Ausschusses für Standards im öffentlichen Leben (Committee on Standards in Public Life) und ist seit dem 9. Februar 2022 Mitglied des Geheimdienst- und Sicherheitsausschusses des Parlaments (Intelligence and Security Committee of Parliament). Am 2. Juni 2022 wurde er als Knight Bachelor nobilitiert, wodurch er fortan den Namenszusatz „Sir“ führt.
Aus seiner 1998 geschlossenen Ehe mit Yvonne Salter gingen zwei Kinder hervor.